# Saint-Cybranet
Saint-Cybranet est une commune française située dans le département de la Dordogne, en région Nouvelle-Aquitaine.

## Géographie

### Généralités
Dans le quart sud-est du département de la Dordogne, en Périgord noir, la commune de Saint-Cybranet est arrosée par le Céou. C'est une commune rurale qui fait partie de l'aire d'attraction de Sarlat-la-Canéda.
En bordure du Céou et à l'intersection des routes départementales (RD) 50 et 57, le bourg de Saint-Cybranet, se situe, en distances orthodromiques, douze kilomètres au sud-sud-ouest du centre-ville de Sarlat-la-Canéda et dix-huit kilomètres au nord-ouest de celui de Gourdon.

### Communes limitrophes
Saint-Cybranet est limitrophe de quatre autres communes.
|                         |                |                       |
| Castelnaud-la-Chapelle  | Saint-Cybranet | Cénac-et-Saint-Julien |
| Saint-Laurent-la-Vallée |                | Daglan                |

### Géologie et relief

#### Géologie
Situé sur la plaque nord du Bassin aquitain et bordé à son extrémité nord-est par une frange du Massif central, le département de la Dordogne présente une grande diversité géologique. Les terrains sont disposés en profondeur en strates régulières, témoins d'une sédimentation sur cette ancienne plate-forme marine. Le département peut ainsi être découpé sur le plan géologique en quatre gradins différenciés selon leur âge géologique. Saint-Cybranet est située dans le troisième gradin à partir du nord-est, un plateau formé de calcaires hétérogènes du Crétacé.
Les couches affleurantes sur le territoire communal sont constituées de formations superficielles du Quaternaire datant du Cénozoïque et de roches sédimentaires du Mésozoïque. La formation la plus ancienne, notée j6-7, date du Kimméridgien terminal au Tithonien, composée de calcaires micritiques en petits bancs alternant avec des bancs marneux à lumachelles. La formation la plus récente, notée Eg, fait partie des formations superficielles de type grèze ou colluvions fluvio-glaciaires calcaires cimentées. Le descriptif de ces couches est détaillé dans  la feuille « no 832 - Gourdon » de la carte géologique au 1/50 000 de la France métropolitaine, et sa notice associée.

Carte géologique de Saint-Cybranet.

#### Relief et paysages
Le département de la Dordogne se présente comme un vaste plateau incliné du nord-est (491 m, à la forêt de Vieillecour dans le Nontronnais, à Saint-Pierre-de-Frugie) au sud-ouest (2 m à Lamothe-Montravel). L'altitude du territoire communal varie quant à elle entre 70 mètres au nord, là où le Céou quitte la commune et entre sur celle de Castelnaud-la-Chapelle, et 270 mètres au sud, au lieu-dit Pech de Grézelle,.
Dans le cadre de la Convention européenne du paysage entrée en vigueur en France le 1er juillet 2006, renforcée par la loi du 8 août 2016 pour la reconquête de la biodiversité, de la nature et des paysages, un atlas des paysages de la Dordogne a été élaboré sous maîtrise d’ouvrage de l’État et publié en octobre 2020. Les paysages du département s'organisent en huit unités paysagères,. La commune fait partie du Périgord noir, un paysage vallonné et forestier, qui ne s’ouvre que ponctuellement autour de vallées-couloirs et d’une multitude de clairières de toutes tailles. Il s'étend du nord de la Vézère au sud de la Dordogne (en amont de Lalinde) et est riche d’un patrimoine exceptionnel.
La superficie cadastrale de la commune publiée par l'Insee, qui sert de référence dans toutes les statistiques, est de 10,33 km2,,. La superficie géographique, issue de la BD Topo, composante du Référentiel à grande échelle produit par l'IGN, est quant à elle de 10,75 km2.

### Hydrographie

#### Réseau hydrographique
La commune est située dans le bassin de la Dordogne au sein du Bassin Adour-Garonne. Elle est drainée par le Céou et par deux petits cours d'eau, qui constituent un réseau hydrographique de 11 km de longueur totale,.
Le Céou, d'une longueur totale de 55,07 km, prend sa source dans le Lot dans la commune de Séniergues et se jette en rive gauche de la Dordogne à Castelnaud-la-Chapelle, face à Vézac. Il arrose la commune du sud-est au nord sur quatre kilomètres et demi dont 850 mètres servent de limite naturelle, face à Cénac-et-Saint-Julien.

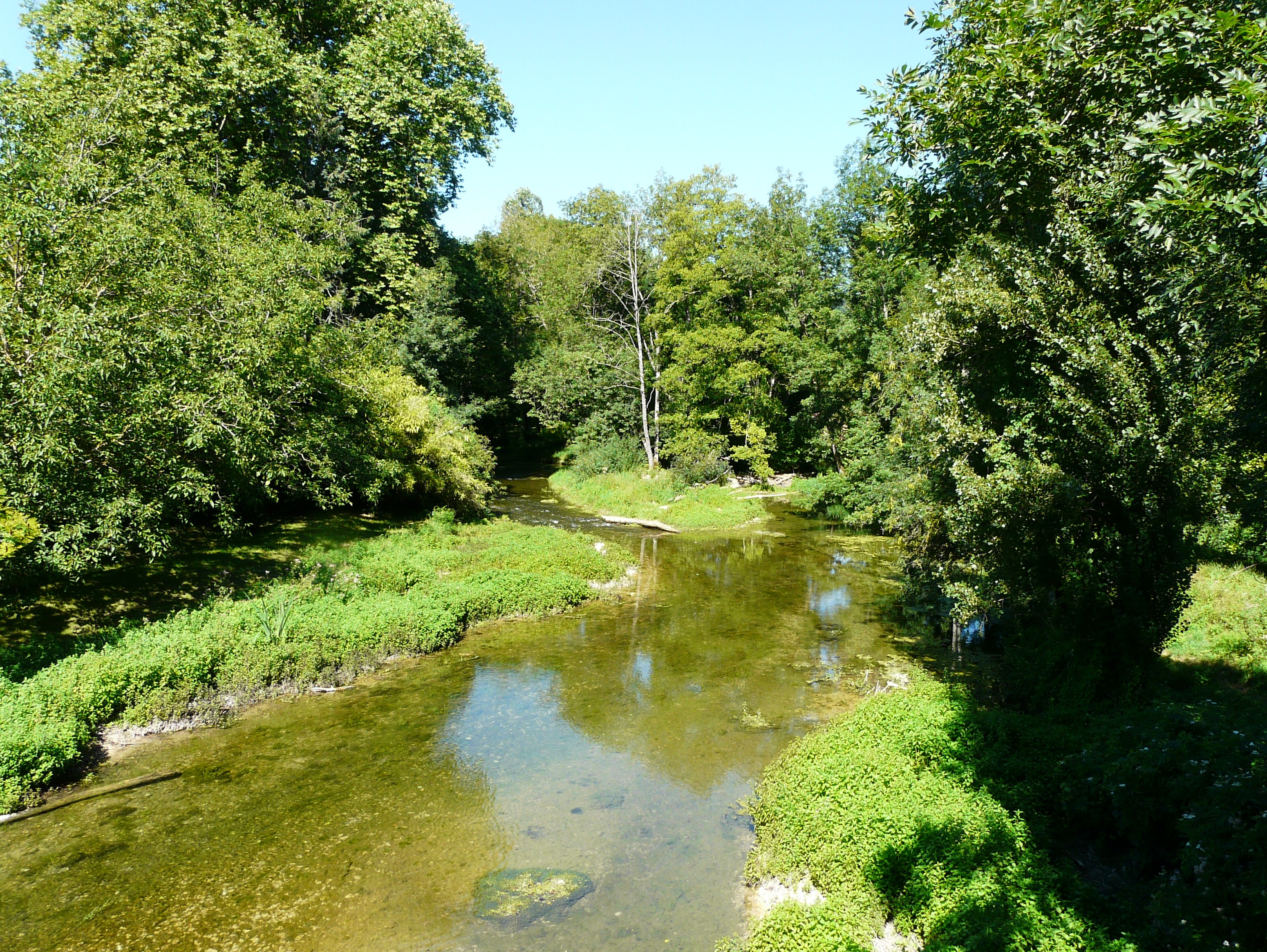
Le Céou à Saint-Cybranet.
Réseaux hydrographique et routier de Saint-Cybranet.

#### Gestion et qualité des eaux
Le territoire communal est couvert par le schéma d'aménagement et de gestion des eaux (SAGE) « Dordogne amont ». Ce document de planification, dont le territoire s'étend des sources de la Dordogne jusqu'à la confluence de la Vézère à Limeuil, d'une superficie de 9 700 km2 est en cours d'élaboration. La structure porteuse de l'élaboration et de la mise en œuvre est l'établissement public territorial de bassin de la Dordogne (EPIDOR). Il définit sur son territoire les objectifs généraux d’utilisation, de mise en valeur et de protection quantitative et qualitative des ressources en eau superficielle et souterraine, en respect des objectifs de qualité définis dans le troisième SDAGE  du Bassin Adour-Garonne qui couvre la période 2022-2027, approuvé le 10 mars 2022.
La qualité des eaux de baignade et des cours d’eau peut être consultée sur un site dédié géré par les agences de l’eau et l’Agence française pour la biodiversité.

### Climat
Pour des articles plus généraux, voir Climat de la Nouvelle-Aquitaine et Climat de la Dordogne.
Historiquement, la commune est exposée à un climat océanique aquitain.  
En 2020, Météo-France publie une typologie des climats de la France métropolitaine dans laquelle la commune est exposée à un climat océanique altéré et est dans la région climatique  Aquitaine, Gascogne, caractérisée par une pluviométrie abondante au printemps, modérée en automne, un faible ensoleillement au printemps, un été chaud (19,5 °C), des vents faibles, des brouillards fréquents en automne et en hiver et des orages fréquents en été (15 à 20 jours).
Pour la période 1971-2000, la température annuelle moyenne est de 13,1 °C, avec  une amplitude thermique annuelle de 15,5 °C. Le cumul annuel moyen de précipitations est de 872 mm, avec 12 jours de précipitations en janvier et 6,9 jours en juillet. Pour la période 1991-2020, la température moyenne annuelle observée sur la station météorologique la plus proche, située sur la commune de Pays de Belvès à 13 km à vol d'oiseau, est de 13,0 °C et le cumul annuel moyen de précipitations est de 888,2 mm,. Pour l'avenir, les paramètres climatiques de la commune estimés pour 2050 selon différents scénarios d’émission de gaz à effet de serre sont consultables sur un site dédié publié par Météo-France en novembre 2022.

## Urbanisme

### Typologie
Au 1er janvier 2024, Saint-Cybranet est catégorisée commune rurale à habitat très dispersé, selon la nouvelle grille communale de densité à 7 niveaux définie par l'Insee en 2022.
Elle est située hors unité urbaine. Par ailleurs la commune fait partie de l'aire d'attraction de Sarlat-la-Canéda, dont elle est une commune de la couronne,. Cette aire, qui regroupe 45 communes, est catégorisée dans les aires de moins de 50 000 habitants,.

### Occupation des sols
L'occupation des sols de la commune, telle qu'elle ressort de la base de données européenne d’occupation biophysique des sols Corine Land Cover (CLC), est marquée par l'importance des territoires agricoles (53,4 % en 2018), en diminution par rapport à 1990 (62,1 %). La répartition détaillée en 2018 est la suivante : 
zones agricoles hétérogènes (43,9 %), forêts (38,9 %), terres arables (9,5 %), milieux à végétation arbustive et/ou herbacée (7,7 %). L'évolution de l’occupation des sols de la commune et de ses infrastructures peut être observée sur les différentes représentations cartographiques du territoire : la carte de Cassini (XVIIIe siècle), la carte d'état-major (1820-1866) et les cartes ou photos aériennes de l'IGN pour la période actuelle (1950 à aujourd'hui).

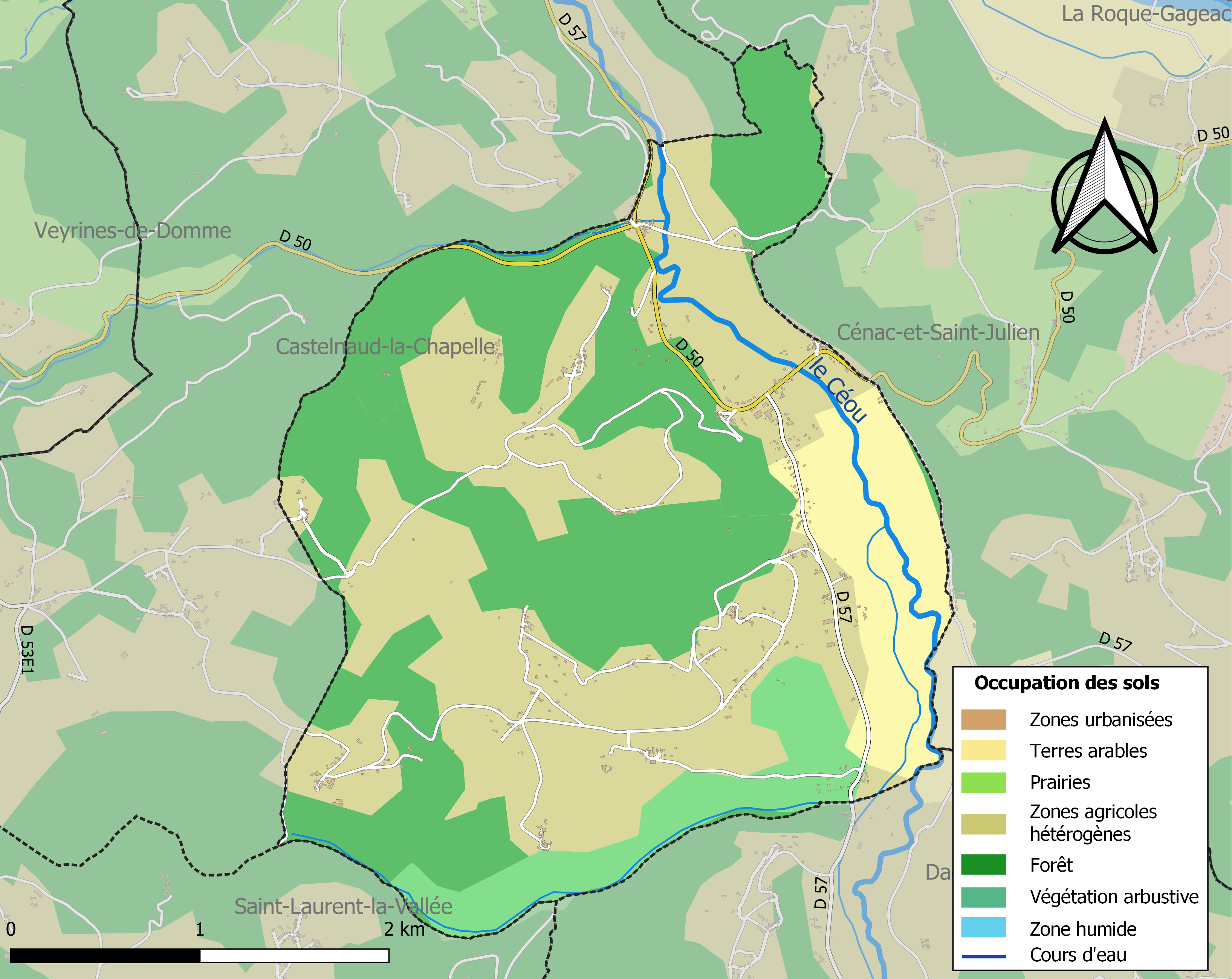
Carte des infrastructures et de l'occupation des sols de la commune en 2018 (CLC).

### Prévention des risques
Le territoire de la commune de Saint-Cybranet est vulnérable à différents aléas naturels : météorologiques (tempête, orage, neige, grand froid, canicule ou sécheresse), inondations, feux de forêts, mouvements de terrains et séisme (sismicité très faible). Il est également exposé à un risque technologique, la rupture d'un barrage. Un site publié par le BRGM permet d'évaluer simplement et rapidement les risques d'un bien localisé soit par son adresse soit par le numéro de sa parcelle.

#### Risques naturels
Certaines parties du territoire communal sont susceptibles d’être affectées par le risque d’inondation par débordement de cours d'eau, notamment le Céou. La commune a été reconnue en état de catastrophe naturelle au titre des dommages causés par les inondations et coulées de boue survenues en 1982, 1996 et 1999,. Le risque inondation est pris en compte dans l'aménagement du territoire de la commune par le biais du plan de prévention des risques inondation (PPRI) de la « vallée de la Dordogne amont »  approuvé le 15 avril 2011, pour les crues du Céou,.
Saint-Cybranet est exposée au risque de feu de forêt. L’arrêté préfectoral du 14 mars 2013 fixe les conditions de pratique des incinérations et de brûlage dans un objectif de réduire le risque de départs d’incendie. À ce titre, des périodes sont déterminées : interdiction totale du 15 février au 15 mai et du 15 juin au 15 octobre, utilisation réglementée du 16 mai au 14 juin et du 16 octobre au 14 février. En septembre 2020, un plan inter-départemental de protection des forêts contre les incendies (PidPFCI) a été adopté pour la période 2019-2029,.

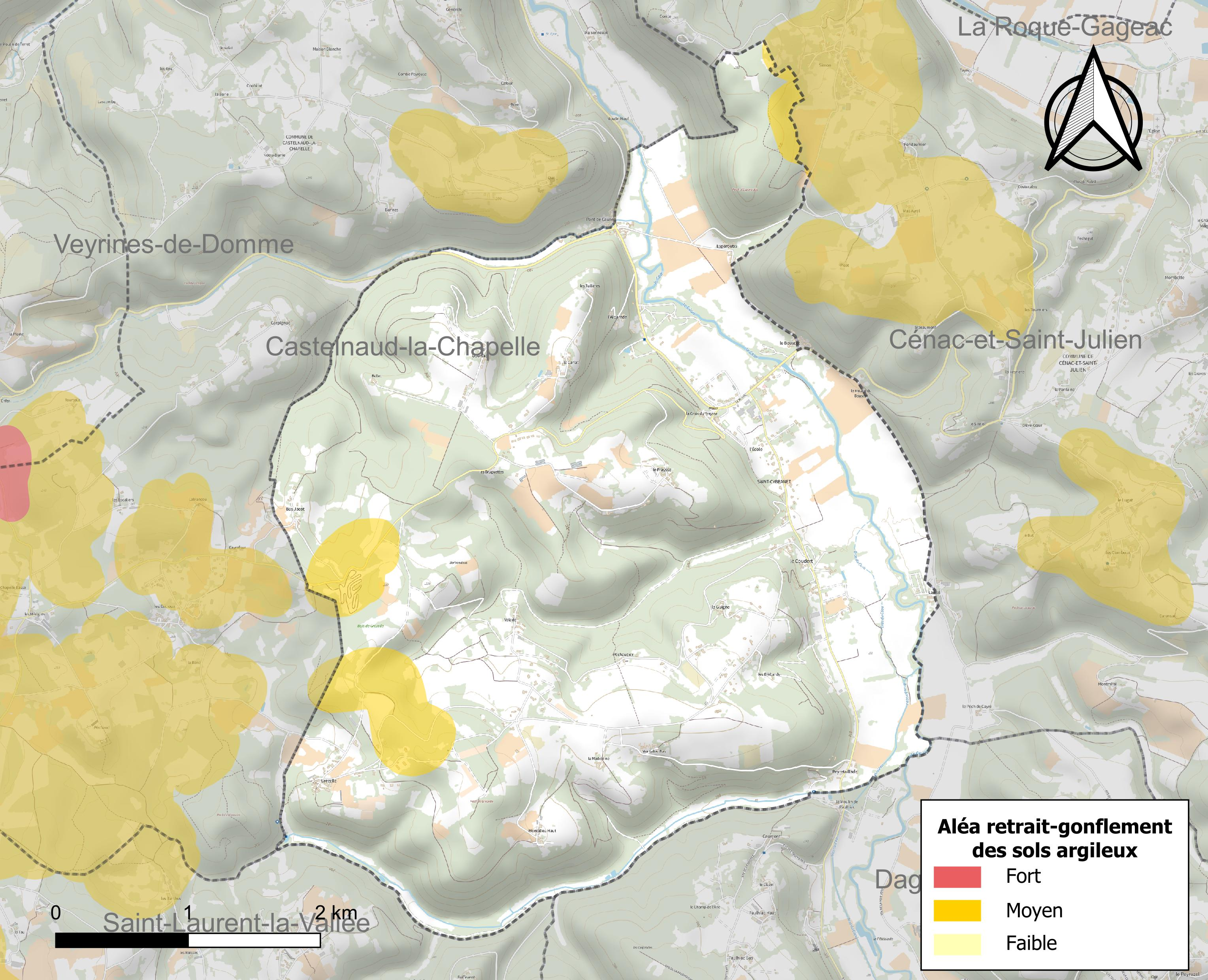
Carte des zones d'aléa retrait-gonflement des sols argileux de Saint-Cybranet.

Les mouvements de terrains susceptibles de se produire sur la commune sont des tassements différentiels. Le retrait-gonflement des sols argileux est susceptible d'engendrer des dommages importants aux bâtiments en cas d’alternance de périodes de sécheresse et de pluie. 5,1 % de la superficie communale est en aléa moyen ou fort (58,6 % au niveau départemental et 48,5 % au niveau national métropolitain). Depuis le 1er octobre 2020, en application de la loi ÉLAN, différentes contraintes s'imposent aux vendeurs, maîtres d'ouvrages ou constructeurs de biens situés dans une zone classée en aléa moyen ou fort,.
La commune a été reconnue en état de catastrophe naturelle au titre des dommages causés par la sécheresse en 1989 et par des mouvements de terrain en 1999.

#### Risque technologique
La commune est en outre située en aval du barrage de Bort-les-Orgues, un ouvrage de classe A situé dans le département de la Corrèze et faisant l'objet d'un PPI depuis 2009. À ce titre elle est susceptible d’être touchée par l’onde de submersion consécutive à la rupture de cet ouvrage.

## Toponymie
Le nom du lieu signifie le « petit Saint-Cyprien » et se réfère à Saint-Cyprien, situé en bord de Dordogne, au nord-ouest.
En occitan, la commune porte le nom de Sent Cibranet.

## Histoire
Le territoire communal est occupé dès l'époque gallo-romaine.
L'église présente quelques éléments romans, antérieurs à la première mention écrite connue du lieu, qui remonte à la fin du XVe siècle sous la forme « Saint Cyprianet », latinisée en Sanctus Cyprianetus en 1556.

## Politique et administration

### Administration municipale
La population de la commune étant comprise entre 100 et 499 habitants au recensement de 2017, onze conseillers municipaux ont été élus en 2020,.

### Liste des maires
| Période                                  | Période   | Identité         | Étiquette | Qualité           |
| ---------------------------------------- | --------- | ---------------- | --------- | ----------------- |
| Les données manquantes sont à compléter. |           |                  |           |                   |
|                                          |           |                  |           |                   |
| avant 1981                               | 1983      | Marius Lacoste   | DVG       |                   |
| avant 1988                               | 1989      | Gabriel Delbarry |           |                   |
| 1989                                     | mars 2008 | Jean Marty       |           |                   |
| mars 2008                                | mai 2020  | Claudine Farfal  | SE        | Guide touristique |
| mai 2020                                 | En cours  | Nelly Caminade   |           |                   |

## Équipements et services publics

### Justice
Dans le domaine judiciaire, Saint-Cybranet relève : 
- du tribunal de proximité de Sarlat-la-Canéda ;
- du tribunal judiciaire, du tribunal pour enfants, du conseil de prud'hommes et du tribunal de commerce de Bergerac ;
- du pôle Nationalité du tribunal judiciaire de Périgueux (compétent uniquement dans le domaine de la nationalité) ;
- de la cour d'appel et de la  cour administrative d'appel de Bordeaux.

## Population et société

### Démographie
L'évolution du nombre d'habitants est connue à travers les recensements de la population effectués dans la commune depuis 1793. Pour les communes de moins de 10 000 habitants, une enquête de recensement portant sur toute la population est réalisée tous les cinq ans, les populations de référence des années intermédiaires étant quant à elles estimées par interpolation ou extrapolation. Pour la commune, le premier recensement exhaustif entrant dans le cadre du nouveau dispositif a été réalisé en 2008.

En 2022, la commune comptait 373 habitants, en évolution de −6,52 % par rapport à 2016 (Dordogne : +0,37 %, France hors Mayotte : +2,11 %).
| 1793 | 1800 | 1806 | 1821 | 1831 | 1836 | 1841 | 1846 | 1851 |
| ---- | ---- | ---- | ---- | ---- | ---- | ---- | ---- | ---- |
| 516  | 408  | 454  | 487  | 525  | 565  | 572  | 605  | 593  |

| 1856 | 1861 | 1866 | 1872 | 1876 | 1881 | 1886 | 1891 | 1896 |
| ---- | ---- | ---- | ---- | ---- | ---- | ---- | ---- | ---- |
| 608  | 555  | 568  | 545  | 547  | 513  | 503  | 455  | 411  |

| 1901 | 1906 | 1911 | 1921 | 1926 | 1931 | 1936 | 1946 | 1954 |
| ---- | ---- | ---- | ---- | ---- | ---- | ---- | ---- | ---- |
| 424  | 410  | 401  | 328  | 325  | 311  | 300  | 316  | 293  |

| 1962 | 1968 | 1975 | 1982 | 1990 | 1999 | 2006 | 2008 | 2013 |
| ---- | ---- | ---- | ---- | ---- | ---- | ---- | ---- | ---- |
| 288  | 277  | 273  | 280  | 310  | 350  | 368  | 373  | 410  |

| 2018 | 2022 | - | - | - | - | - | - | - |
| ---- | ---- | - | - | - | - | - | - | - |
| 371  | 373  | - | - | - | - | - | - | - |

### Manifestations culturelles et festivités

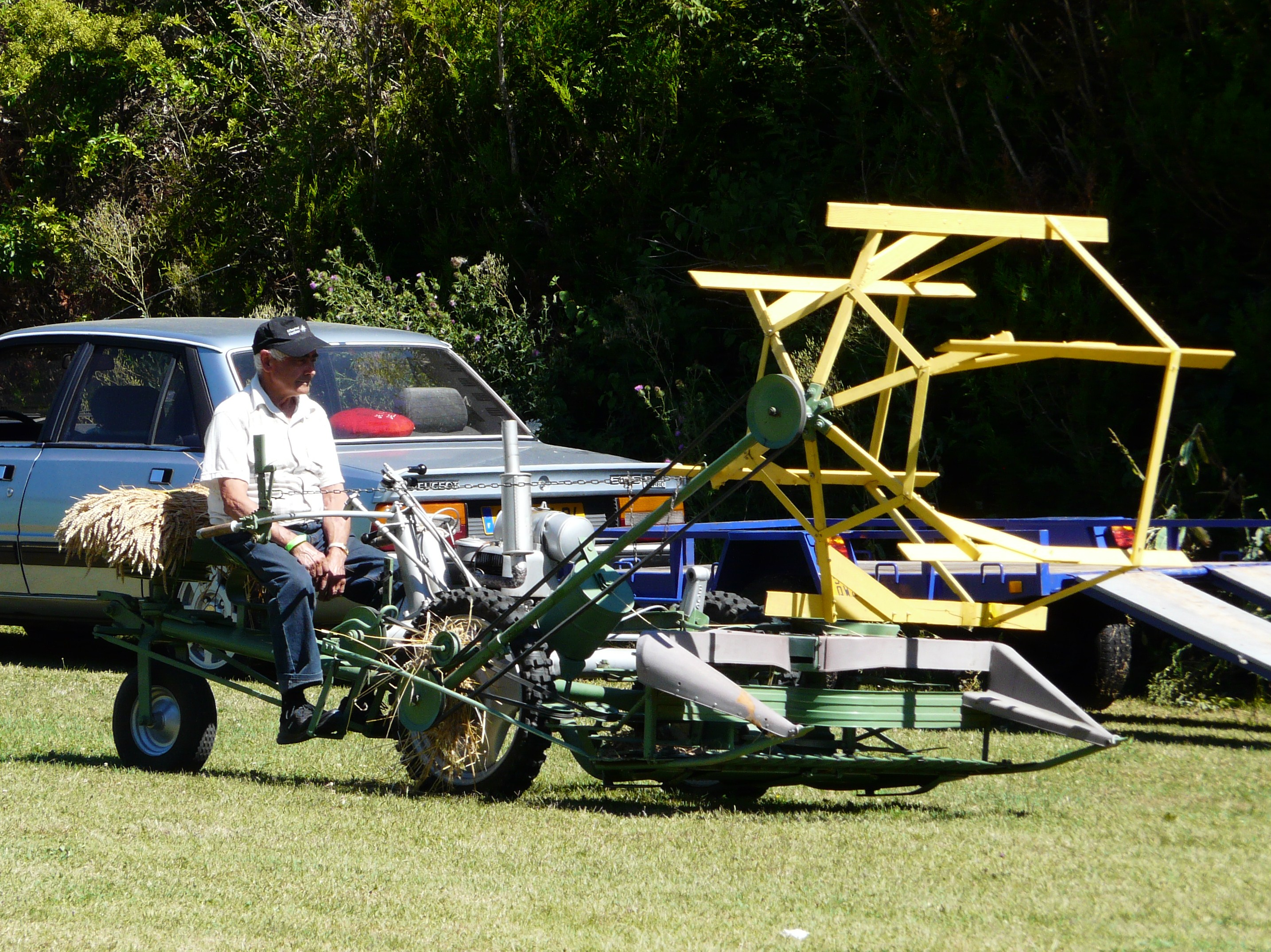
Démonstration d'une moto faucheuse lieuse lors de la fête des battages 2016.

En août, la Fête des battages, avec brocante, vide-greniers et exposition de véhicules anciens.

## Économie

### Emploi
En 2015, parmi la population communale comprise entre 15 et 64 ans, les actifs représentent 194 personnes, soit 46,9 % de la population municipale. Le nombre de chômeurs (vingt-sept) a augmenté par rapport à 2010 (dix-huit) et le taux de chômage de cette population active s'établit à 13,7 %.

### Établissements
Au 31 décembre 2015, la commune compte soixante-cinq établissements, dont trente-quatre au niveau des commerces, transports ou services, douze dans l'agriculture, la sylviculture ou la pêche, neuf dans la construction, huit relatifs au secteur administratif, à l'enseignement, à la santé ou à l'action sociale, et deux dans l'industrie.

## Culture locale et patrimoine

### Lieux et monuments
- L'église Saint-Marc[60], des XIVe et XIXe siècles.
- L'ancien presbytère.
- Le château de Goursac.
- Les Jardins de l'Albarède[61], créés en 1990 et labellisés jardin remarquable[62].
- Le dolmen du Pech d'Esparoutis.
- Calvaires, cabanes en pierre sèche, fours, fontaines, lavoirs, puits.

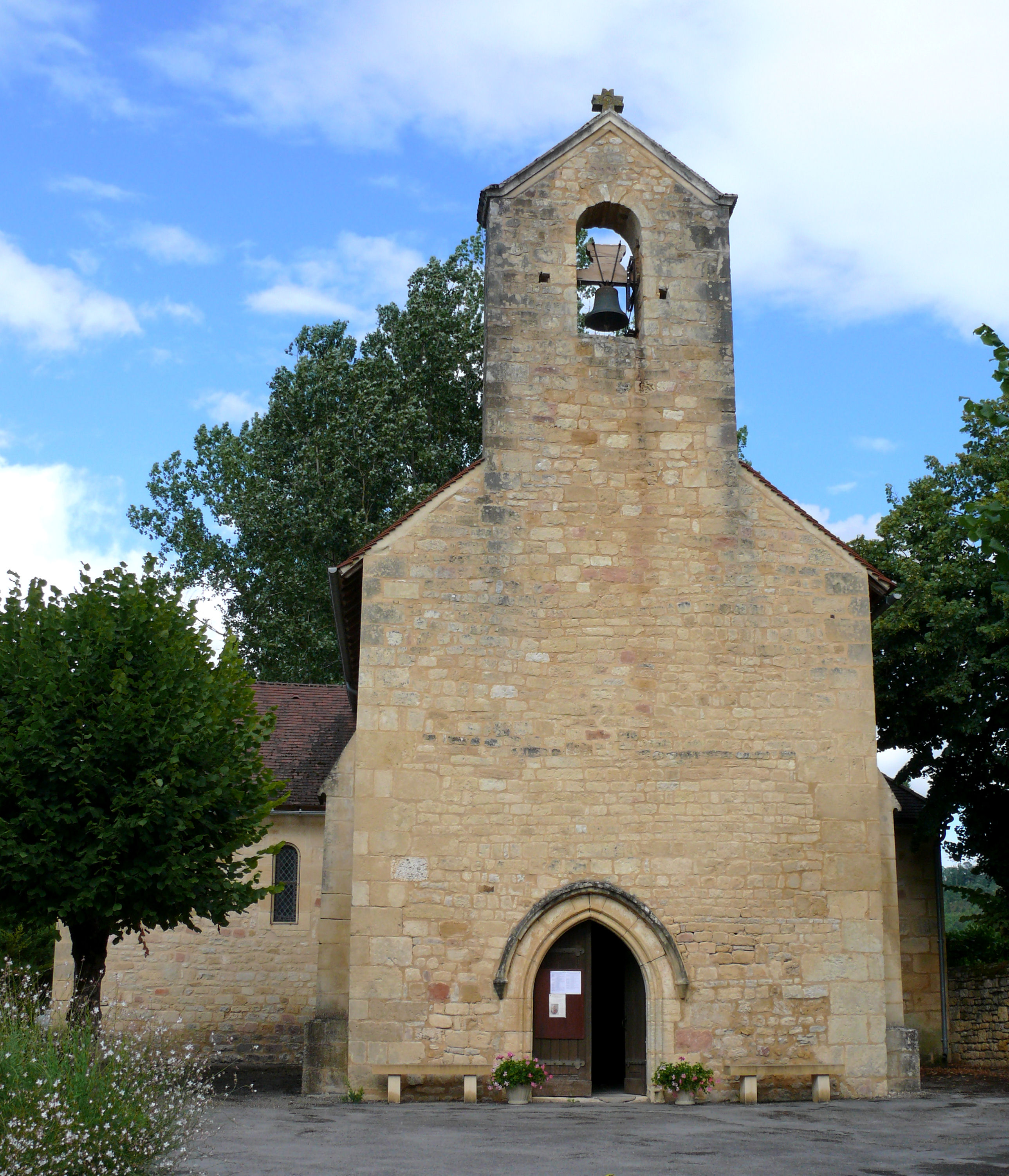
Le clocher-mur de l'église Saint-Marc.
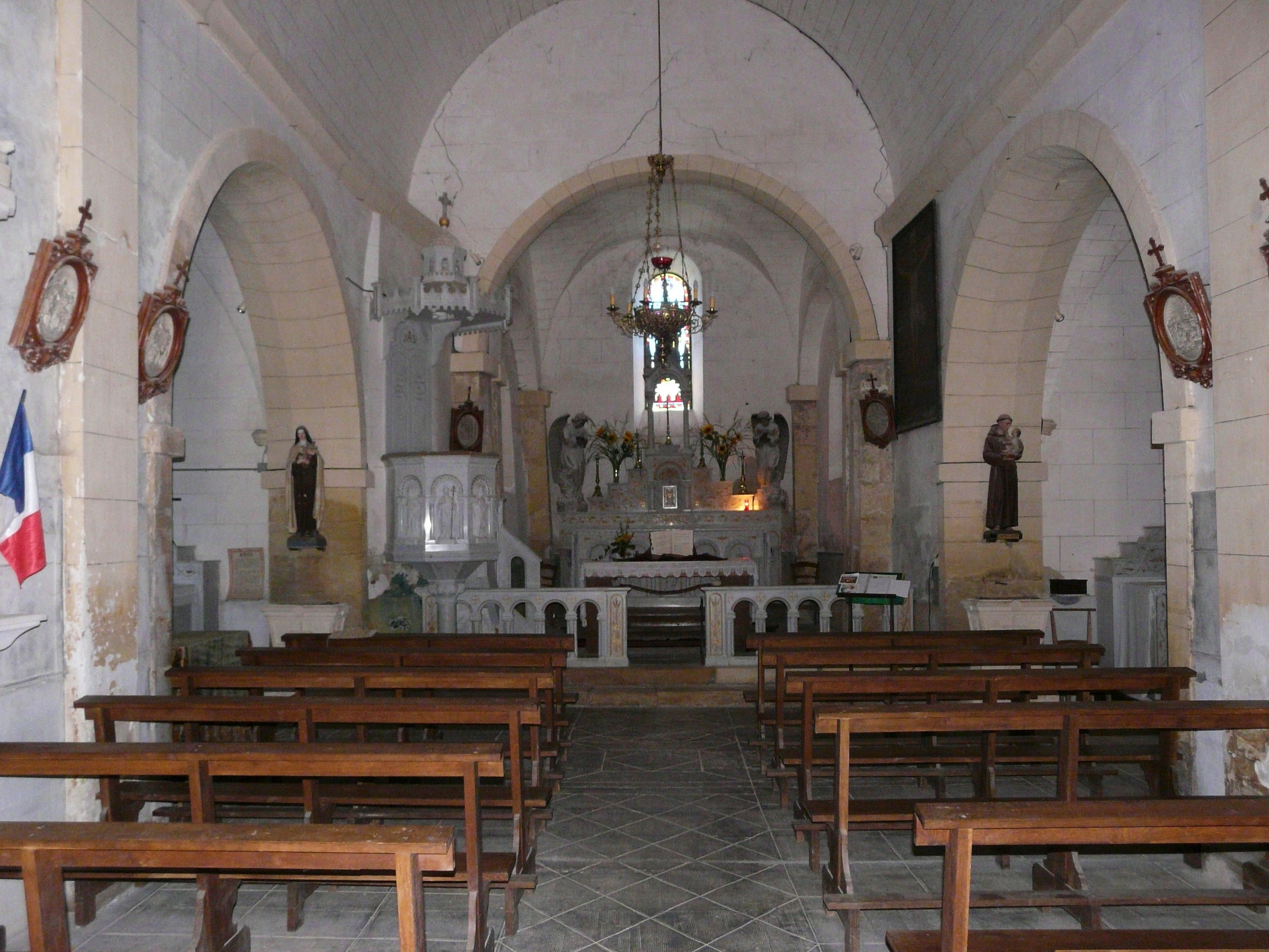
La nef.
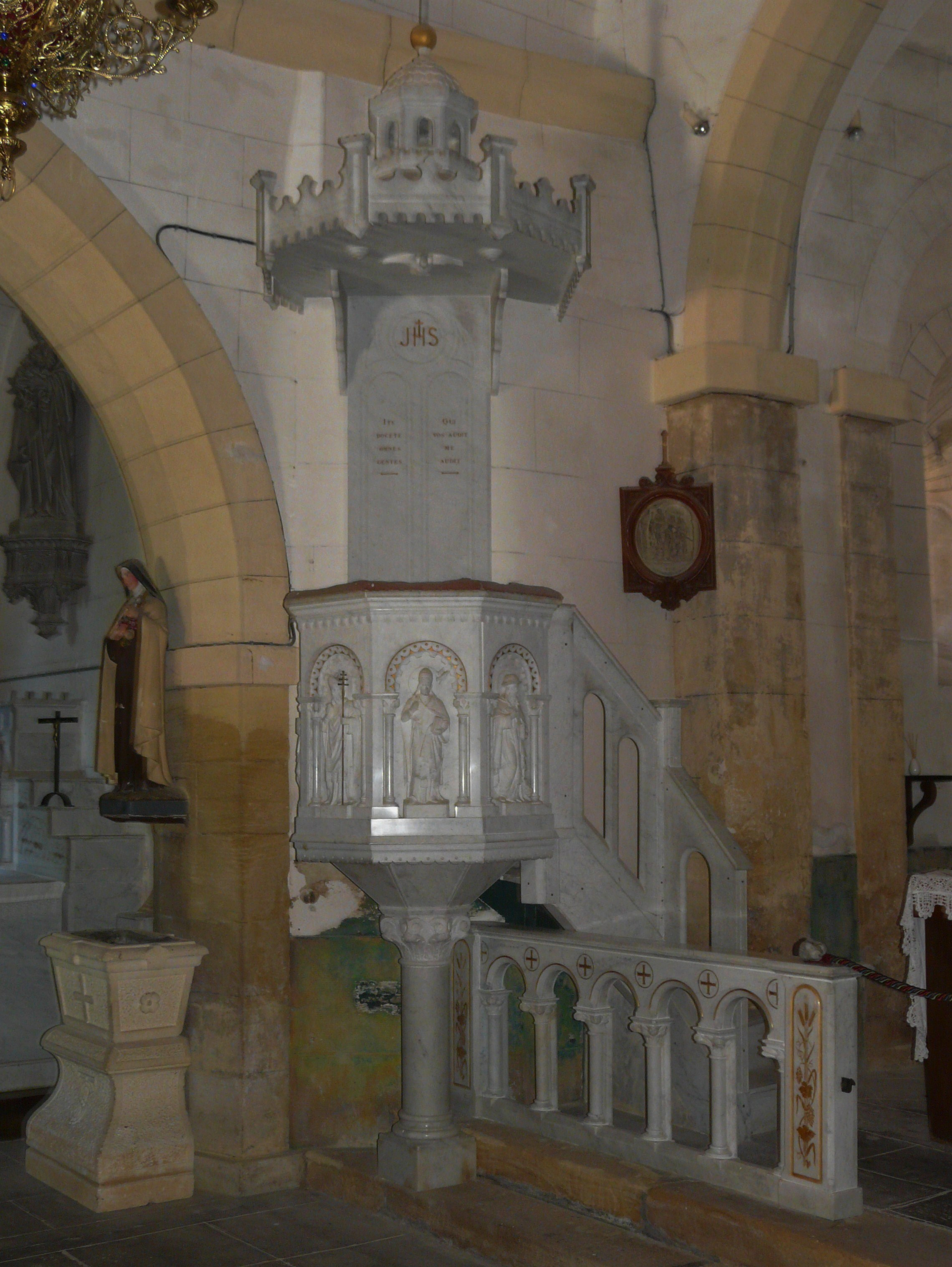
La chaire.

### Patrimoine naturel

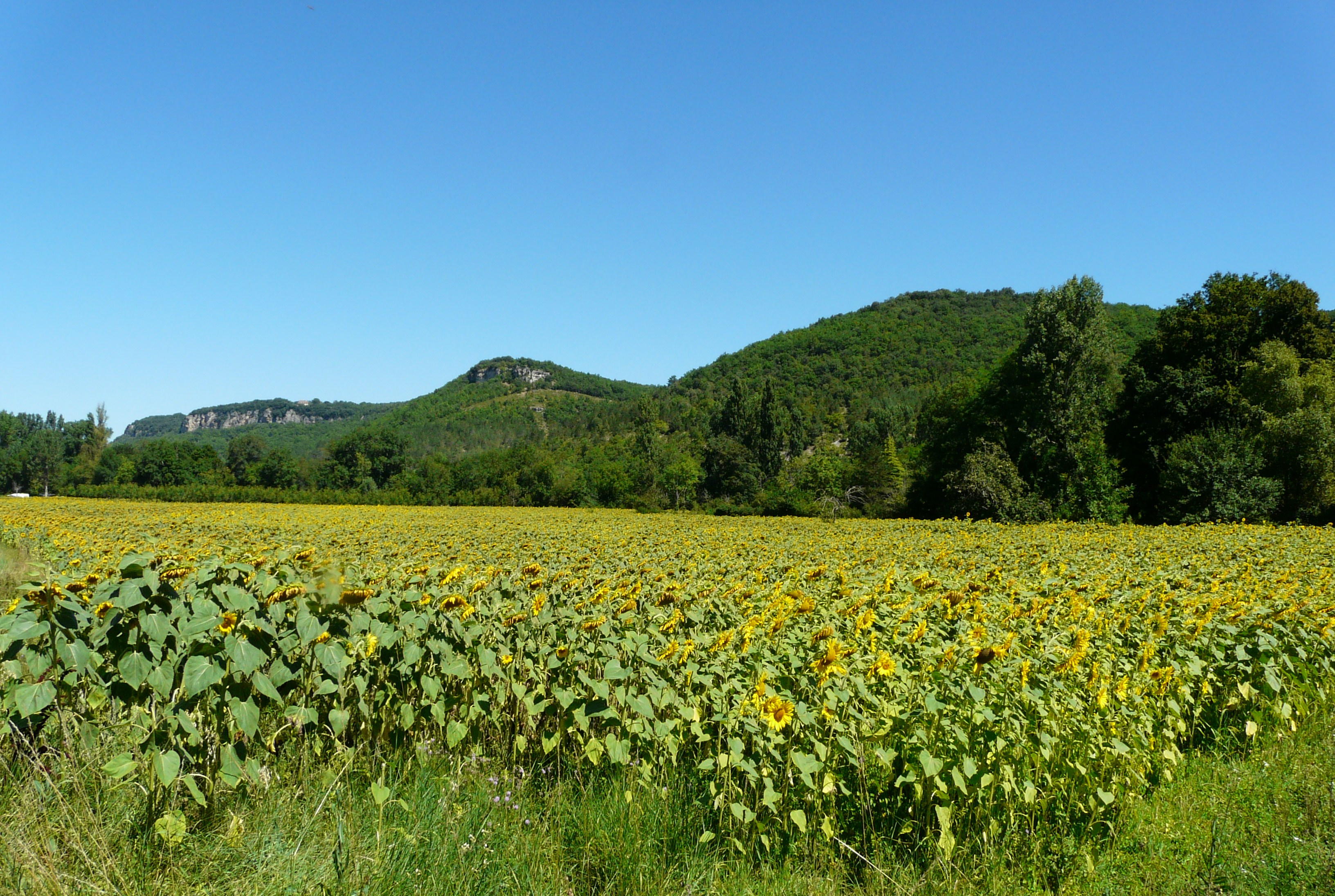
Le champ de tournesol fait partie du site inscrit. Au loin, les coteaux de la rive droite du Céou avec au centre le pech d'Esparoutis.

Une zone d'environ 120 hectares, au nord de la commune, fait partie d'un site inscrit depuis 1969 et étendu à huit autres communes : « vallée de la Dordogne et vallée du Céou, s'étendant de Beynac à Vitrac »,.
À l'intérieur de cette zone, sur environ 35 hectares, en rive droite du Céou, au niveau du pech d'Esparoutis, le territoire communal fait partie du réseau Natura 2000 : « les coteaux calcaires du causse de Daglan et de la vallée du Céou », où peuvent se rencontrer cinq espèces animales protégées : trois de chauves-souris et deux de papillons,.

### Personnalités liées à la commune
- Agnès Rouzier (1936-1981), écrivaine, morte au château de Goursac, à Saint-Cybranet.

### Héraldique
| Blason de Saint-Cybranet | Blason  | D'azur à la fasce cousue de sinople chargée de quatre besants d'or, deux rangés en pal à dextre et deux rangés en pal à senestre, au soleil levant, à la truite ployée en pal, regardant le soleil, brochant sur le tout et soutenue d'un besant, le tout du même. |
| Blason de Saint-Cybranet | Détails | Le statut officiel du blason reste à déterminer. |

## Pour approfondir